# Niedomice (gromada)
Niedomice – dawna gromada, czyli najmniejsza jednostka podziału terytorialnego Polskiej Rzeczypospolitej Ludowej w latach 1954–1972.
Gromady, z gromadzkimi radami narodowymi (GRN) jako organami władzy najniższego stopnia na wsi, funkcjonowały od reformy reorganizującej administrację wiejską przeprowadzonej jesienią 1954 do momentu ich zniesienia z dniem 1 stycznia 1973, tym samym wypierając organizację gminną w latach 1954–1972.
Gromadę Niedomice z siedzibą GRN w Niedomicach utworzono – jako jedną z 8759 gromad na obszarze Polski – w powiecie tarnowskim w woj. krakowskim, na mocy uchwały nr 30/IV/54 WRN w Krakowie z dnia 6 października 1954. W skład jednostki weszły obszary dotychczasowych gromad Niedomice i Ilkowice ze zniesionej gminy Łęg Tarnowski w powiecie tarnowskim oraz Biskupice Radłowskie ze zniesionej gminy Radłów w powiecie brzeskim. Dla gromady ustalono 27 członków gromadzkiej rady narodowej.
1 stycznia 1969 z gromady Niedomice wyłączono przysiółek Chałupki Biskupskie włączając go do miasta Żabno w powiecie dąbrowskim w tymże województwie; do gromady Niedomice z miasta Żabno przyłączono natomiast przysiółek Wólka.
Gromada przetrwała do końca 1972 roku, czyli do kolejnej reformy gminnej.